# Porsche

Porsche, punog naziva Dr. Ing. h. c. F. Porsche AG, je njemački proizvođač sportskih automobila sa sjedištem u Stuttgartu.

## Logo
Logo Porschea je načinjen od grba Slobodne države Würtemberg unutar kojeg je grb grada Stuttgarta.

## Aktualni modeli
| 911 Carrera/S       | Coupé                  |
| 987 Boxster/S       | Roadster               |
| Cayenne/S/GTS/Turbo | Sports Utility Vehicle |
| Cayman/S            | Coupé                  |
| Panamera/S/4S/Turbo | Coupé                  |

## Vanjske poveznice
- Porsche Hrvatska